# Municipio de Litaker
El municipio de Litaker (en inglés: Litaker Township) es un municipio ubicado en el  condado de Rowan en el estado estadounidense de Carolina del Norte. En el año 2010 tenía una población de 11.867 habitantes.

## Geografía
El municipio de Litaker se encuentra ubicado en las coordenadas 35°34′26.5″N 80°29′31.22″O / 35.574028, -80.4920056.